# Sukamahi (Sukaresmi)
Sukamahi is een bestuurslaag in het regentschap Cianjur van de provincie West-Java, Indonesië. Sukamahi telt 7063 inwoners (volkstelling 2010).